# Azerbaijão nos Jogos Paralímpicos de Verão de 2012
O Azerbaijão foi um dos participantes dos Jogos Paralímpicos de Verão de 2012, em Londres, no Reino Unido.

## Medalhistas
| Atleta         | Esporte | Evento                            | Medalha |
| -------------- | ------- | --------------------------------- | ------- |
| Natali Pronina | Natação | 200 metros medley feminino - SM12 | Prata   |

## Desempenho

### Levantamento de peso
Masculino
| Atletas         | Evento  | Resultado | Posição |
| --------------- | ------- | --------- | ------- |
| Elshan Huseynov | -100 kg | 230,0     | 4º      |
| Maharram Aliyev | +100 kg | 230,0     | 5º      |

### Natação
Feminino
| Atletas        | Evento                   | Preliminares | Preliminares | Final     | Final   |
| Atletas        | Evento                   | Marca        | Posição      | Marca     | Posição |
| -------------- | ------------------------ | ------------ | ------------ | --------- | ------- |
| Natali Pronina | 200 metros medley - SM12 | 2min36s75 Q  | 1º           | 2min28s45 |         |